# Paifang
För andra betydelser, se Paifang (olika betydelser).

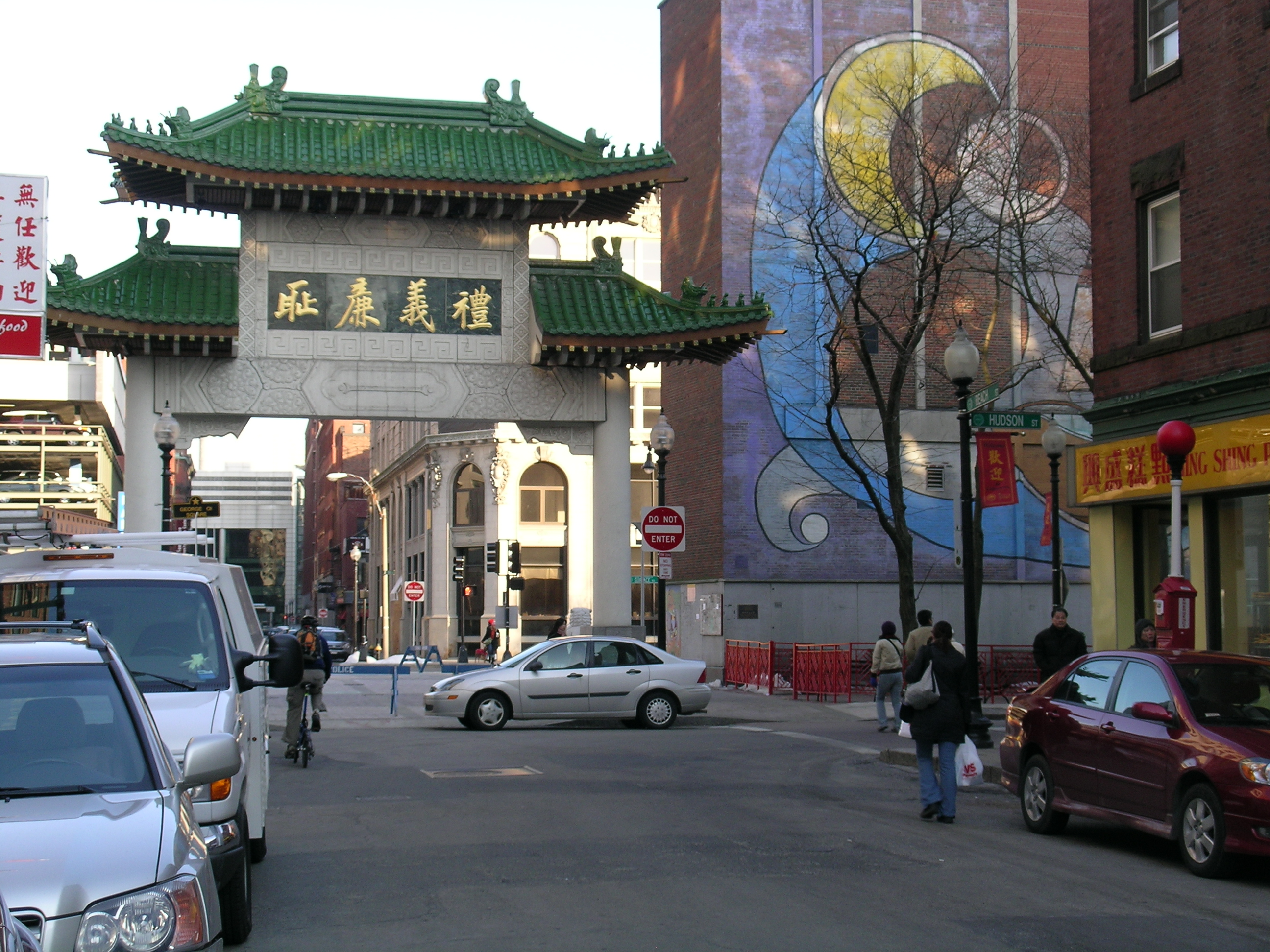
Paifang-ingången till Chinatown i Boston, Massachusetts

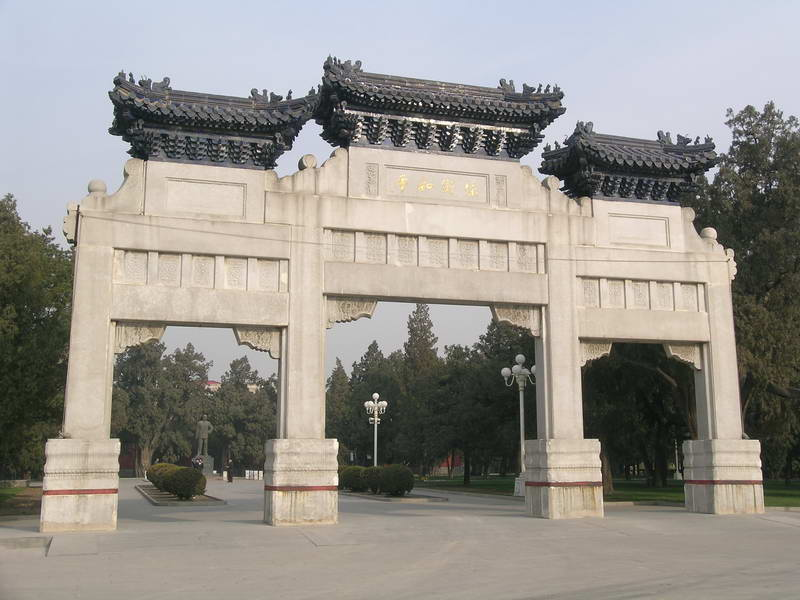
Paifang i Zhongshan-parken i Peking

Paifang  (kantonesisk translitteration: paaifong), även kallat pailou (kantonesisk translitteration: paailau), är en traditionell kinesisk arkitektonisk portarkad. 

## Historia
Ordet Pai-fang (牌坊) var ursprungligen en kollektiv benämning på de två översta nivåerna av de administrativa indelningarna och underavdelningarna av en traditionell kinesisk stad.  Den största delen (avdelningen) av en stad i äldre tiders Kina kallades Fang (坊). Varje fang (坊) avskärmades med murar eller staket, och portarna för varje invallad avdelning stängdes varje kväll och vaktade under natten.  Varje fang (坊) delades vidare in i flera Pai (牌), och de i sin tur i flera hutonger. Detta system nådde sin höjdpunkt under Tangdynastin, och bevarades under de följande dynastierna.  Till exempel delades Peking under Mingdynastin in i totalt 36 fangs (坊). Paifang är alltså en sammansättning av dessa två underavdelningar av en kinesisk stad. 
Ursprungligen användes ordet Paifang (牌坊) för en port till en fang (坊) och för markeringen till en ingång till ett byggnadskomplex eller stad. Redan under Songdynastin hade ordet Paifang (牌坊) utvecklats till ett rent dekorativt monument, en utsmyckning i stadslivet.
Sedan länge har Paifang-byggnader utanför Kina utvecklats till symboler för Chinatowns i andra delar av världen. 

## Utmärkande drag och stilar
Paifang brukar utmärkas av en högre mittgång lägre valv vid ömse sidor om den, men byggs enligt ett flertal olika stilformer. Det kan vara träpelare på stenfundament, sammanfogade med tvärslån. Denna sort brukar vara vackert dekorerad, med rödmålade pelare och på tvärslåna brukar utsmyckas med kinesisk kalligrafi, och taket med färgat kakel eller tegelpannor, och helt komplett med mytiska djur – precis som ett kinesiskt palats brukar utsmyckas.
En annan stilform är av sten eller tegel; murarna brukar då målas vita eller röda eller dekoreras med färgat kakel. Överdelen brukar utsmyckas som motsvarigheterna i trä.
En annan sorts Paifang byggs vanligen på religiösa platser eller begravningsplatser, består av själva porten men saknar tak och den färgade utsmyckningen, men är då istället försedd med detaljerat sofistikerade inristningar av mästare inom stenhuggeri.
I det traditionella Kina gavs kyskhets-paifanger till änkor som inte gifte om sig. Därigenom lovordades deras lojalitet och trohet till deras döda äkta män.